# Бэрд, Уильям II
Уильям Бэрд II (англ. William Byrd II; 28 марта 1674 — 26 августа 1744) — американский плантатор и писатель из округа Чарльз-Сити в колониальной Виргинии. Он считается основателем Ричмонда, штат Виргиния.
Жизнь Бэрда показала аспекты как британской колониальной джентри, так и формирующейся американской идентичности. Его образование включало в себя классическую литературу, стажировку у лондонских агентов по глобальному бизнесу и изучение юриспруденции. Он был принят в коллегию адвокатов и служил в течение многих лет в качестве официального агента колонии Виргинии в Лондоне, где он выступал против увеличения власти королевских губернаторов. Член Королевского общества, он был одним из первых сторонников прививки от оспы.
По возвращении в Виргинию Бэрд расширил свои плантационные владения, был избран в Палату бюргеров и служил в Совете губернатора Виргинии, также известном как Государственный совет Виргинии (Верхняя палата колониального законодательного органа), с 1709 года до своей смерти в 1744 году. Он командовал ополчением графства и руководил геодезическими экспедициями вдоль границы Виргинии и Каролины и Северного перешейка. Его предприятия включали продвижение поселений в гористой юго-западной Виргинии и предприятия по добыче железа в Германне и Фредериксберге.

## Биография
Уильям Бэрд II родился 28 марта 1674 года в округе Хенрайко, колония Виргиния. Его отец, полковник Уильям Бэрд I (1652—1704), приехал из Англии, чтобы поселиться в Виргинии.
Когда ему было семь лет, отец отправил его учиться в Лондон. Он получил юридическое образование в школе Фелстед в Эссексе, Англия. В то время как там, Берд укоренился в лондонском обществе и политике. Он не только изучал право, но и в 1696 году, в возрасте 22 лет, был избран друзьями из аристократии членом Королевского общества. Он также служил представителем колонии Виргинии в Лондоне. Он был членом королевского совета 37 лет. Берд вернулся в Ричмонд после смерти своего отца в 1705 году. У него было очень большое наследство, и теперь он должен был управлять имением. Он вернулся в колонию после окончания школы и жил в роскошном поместье на плантации Уэстовер.
Вернувшись в Виргинию в 1705 году, Уильям Бэрд обнаружил, что колониям не хватает социальной активности, которую он обнаружил в Англии. Поэтому он начал поиски жены; его целью было не только найти спутницу жизни, но и увеличить свое богатство. Люси Парк (18 лет) была очевидным кандидатом на его любовь. Она была не только красива и богата, но и её отец, полковник Даниел Парк был губернатором Подветренных островов.
После смерти отца Бэрд стал очень честолюбив и стремился стать губернатором Виргинии. Когда ему отказали в этой должности, Уильям Бэрд II снова вернулся в Лондон с романтическими устремлениями. Он был отвергнут не только знатными женщинами, но и британским правительством. Хотя Бэрд считал себя англичанином, тот факт, что он родился в американских колониях, не позволял другим англичанам считать его таковым. Парламент отправил Уильяма Бэрда обратно в Виргинию, где он, наконец, принял свою роль простого делегата от Виргинии. Тем не менее, он был выбран для проведения обследования границы между Виргинией и Северной Каролиной.
Люси Парк умерла от оспы в 1715 году, а через восемь лет Уильям Бэрд во второй раз женился на Мэри Тейлор.
Уильям Бэрд II умер 26 августа 1744 года и был похоронен на плантации Уэстовер в графстве Чарльз-Сити .
Сын Бэрда, Уильям Бэрд III (1728—1777), унаследовал фамильные земли, но предпочел принять участие во французской и индийской войнах, а не проводить много времени в Ричмонде. После того как он промотал состояние Бэрда, Уильям Бэрд III разделил семейное поместье и продал участки в 100 акров (0,40 км²) в 1768 году.

## Браки

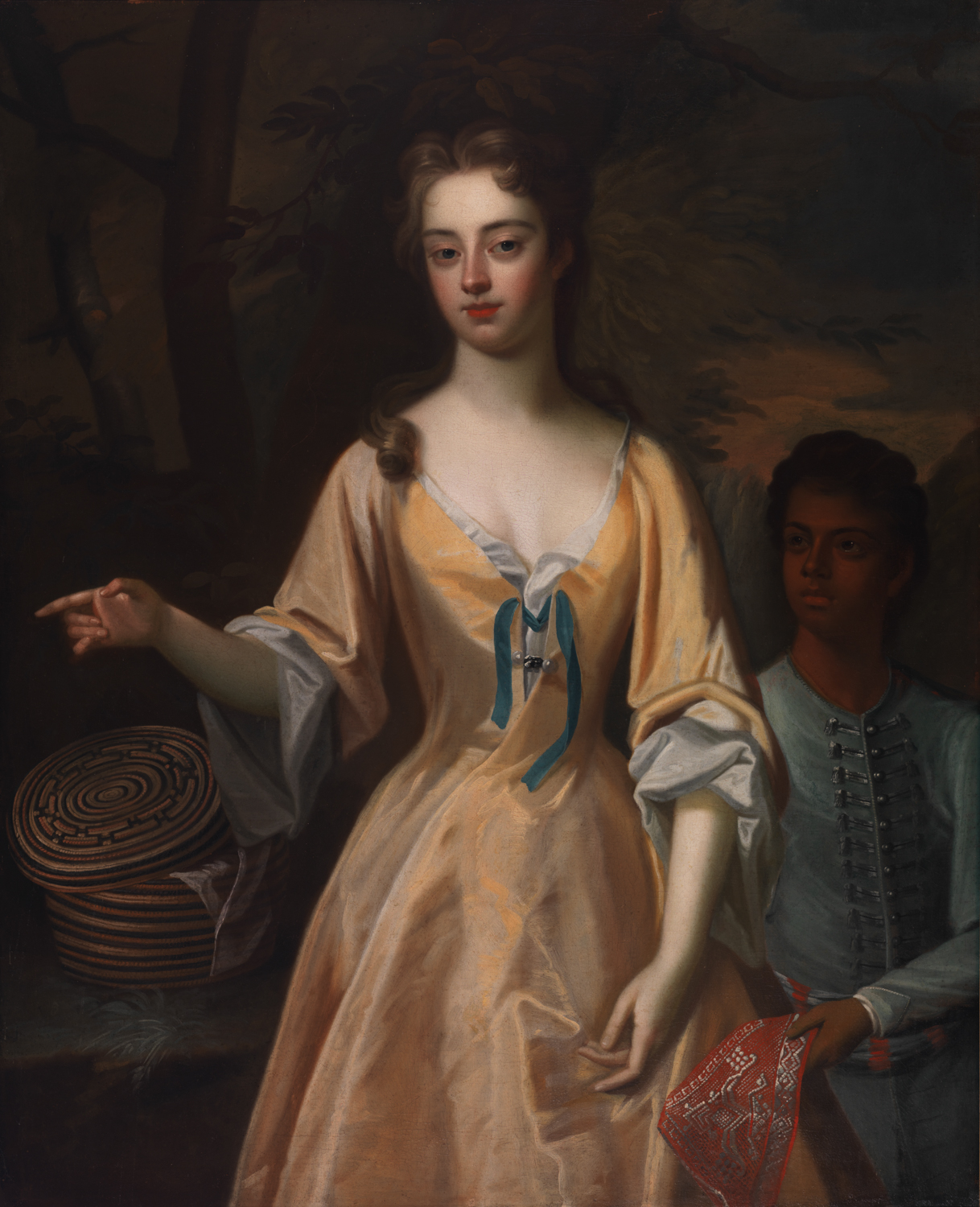
Люси Парк Бэрд, первая супруга Уильяма Бэрда II

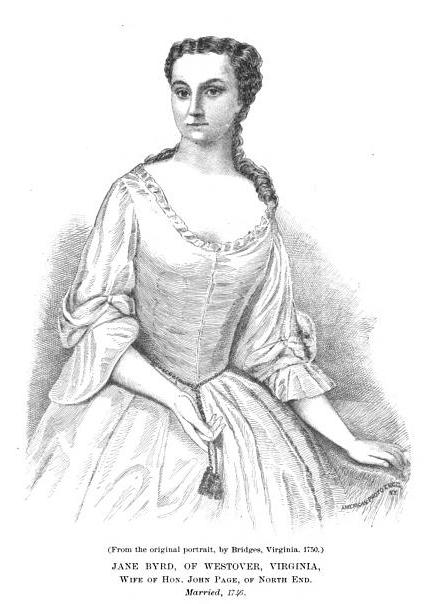
Джейн Бэрд, дочь Уильяма Бэрда II, жена достопочтенного Джона Пейджа из Норт-Энда, округ Глостер, Виргиния, 1750 год

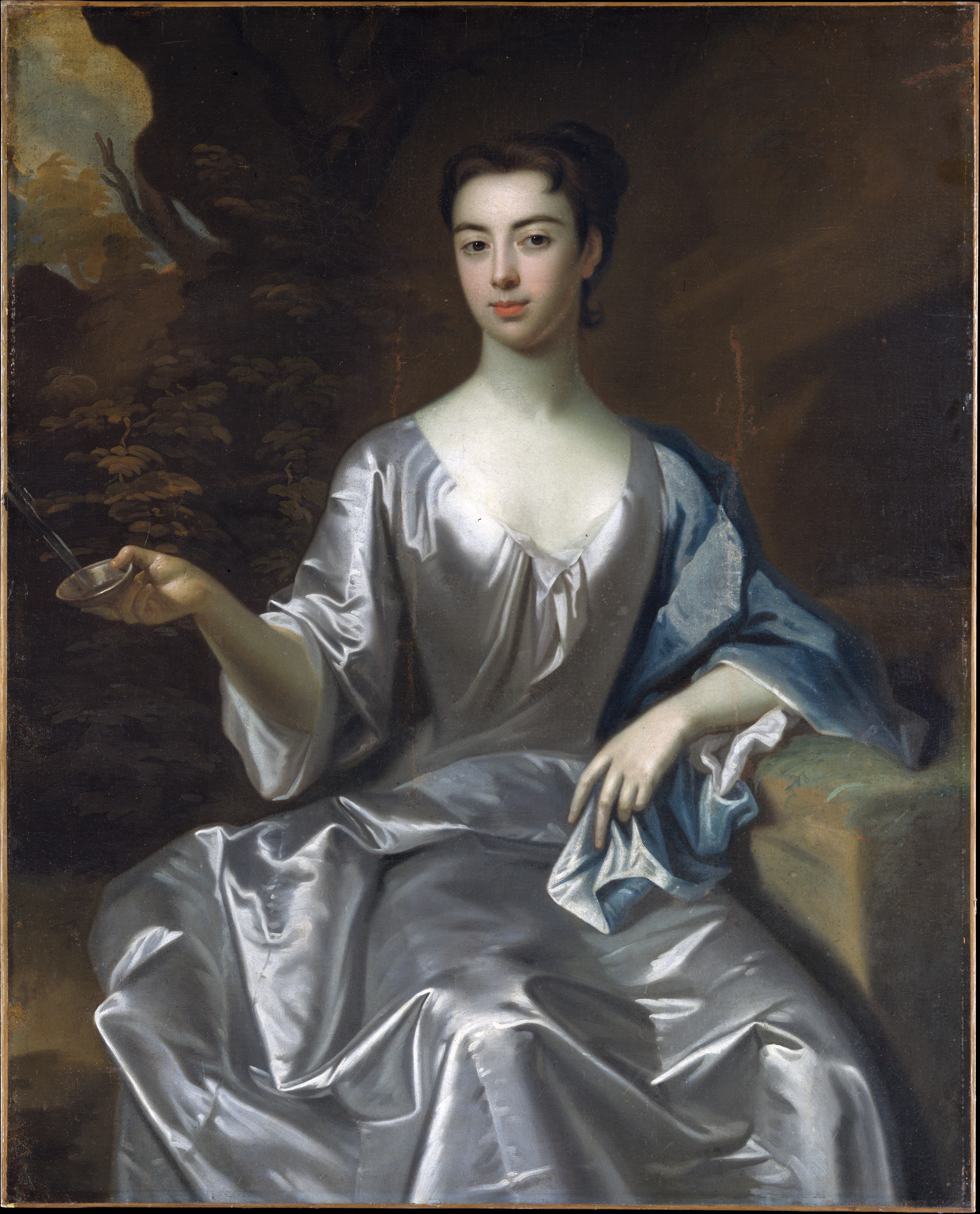
Мэри Тейлор Бэрд, вторая супруга Уильяма Бэрда II

Вернувшись в Виргинию в 1705 году, Уильям Бэрд обнаружил, что американским колониям не хватает социальной активности, которую он обнаружил в Англии. Он начал подыскивать себе жену, как для общения, так и для увеличения своего богатства. Он нашёл надежного кандидата в лице Люси Парк: красивая, богатая, дочь полковника Даниела Парке, губернатора Подветренных островов.
В то время Люси Парк было 18 лет, и её мать была обеспокоена тем, что многочисленные романтические романы Дэниела Парка и его репутация скупца вредили перспективам замужества его дочери. Когда Бэрд написал письмо Паркам с просьбой ухаживать за Люси, они немедленно согласились. Бэрд ухаживал за ней страстными письмами, провозглашавшими его любовь, например: «Фиделия, владей империей моего сердца». Вскоре они поженились.
Вскоре после свадьбы Парк обнаружила, что её муж не был открыт для эмоциональной и интеллектуальной близости. Берда гораздо больше интересовала только сексуальная близость, и, как и его тесть, Бэрд был неверен своей жене. Парк часто закрывала глаза на подобные дела, но выказывала свое неудовольствие, если об этом упоминалось публично или она ловила его на месте преступления. Бэрд отмечает в своем дневнике за 15 июля 1710 года, что Люси поймала его на месте преступления со служанкой-рабыней Дженни, которая, вероятно, была несовершеннолетней.
Люси и Уильям Бэрды ссорились из-за других дел, особенно из-за ведения домашнего хозяйства. Бэрд хотел патриархального контроля, в то время как Люси тоже хотела иметь свое собственное мнение. Они расходились во мнениях относительно того, чья власть господствует над различными частями поместья, и их споры часто бывали горячими. Люси отказывалась соответствовать традиционной роли покорной жены и хотела утвердить свою власть над порабощенными людьми в их доме. Инцидент с Дженни — классический тому пример. Бэрд часто упрекал её перед другими, когда она действовала в соответствии с этой склонностью, подрывая её авторитет.
Уильям Бэрд настаивал на абсолютном суверенитете библиотеки. Для него это было очень интимное и личное место, к которому Люси не принадлежала. Он вообще не любил, когда она входила в библиотеку, и ненавидел её склонность брать книги, когда его не было.
Больше всего ссор у супругов было из-за денег. Люси питала пристрастие к изысканным тканям и импортным предметам домашнего обихода. Уильям находил её покупки несерьезными и часто заставлял продавать совершенно новые вещи. Вполне вероятно, что Люси надеялась иметь возможность тратить больше денег мужа, выросшего у скупого отца.
Несмотря на разногласия пары, аспекты их отношений кажутся нежными и романтичными. Следуя за Бэрдом в Лондон, она умерла от оспы в 1715 году. Бэрд сильно страдал, обвиняя себя в её смерти.
Через восемь лет Уильям Бэрд во второй раз женился на Мэри Тейлор (1698—1771). Тейлор была наследницей богатой семьи из Кенсингтона и совершенно не походила на Люси Парк. Её редкое появление в дневнике Бэрда оставило у некоторых историков образ более покорной жены, принимающей власть Бэрда над домашним хозяйством. Тейлор, похоже, тактически выжидала, пока Бэрд состарится, контролируя образование их детей вместе и готовясь взять под контроль Уэстовер в её вдовстве. Она пережила Берда на 37 лет, получая ежегодную пенсию по завещанию Берда в размере 200 фунтов стерлингов при условии, что она останется незамужней и будет жить в Уэстовере.

## Литературные занятия

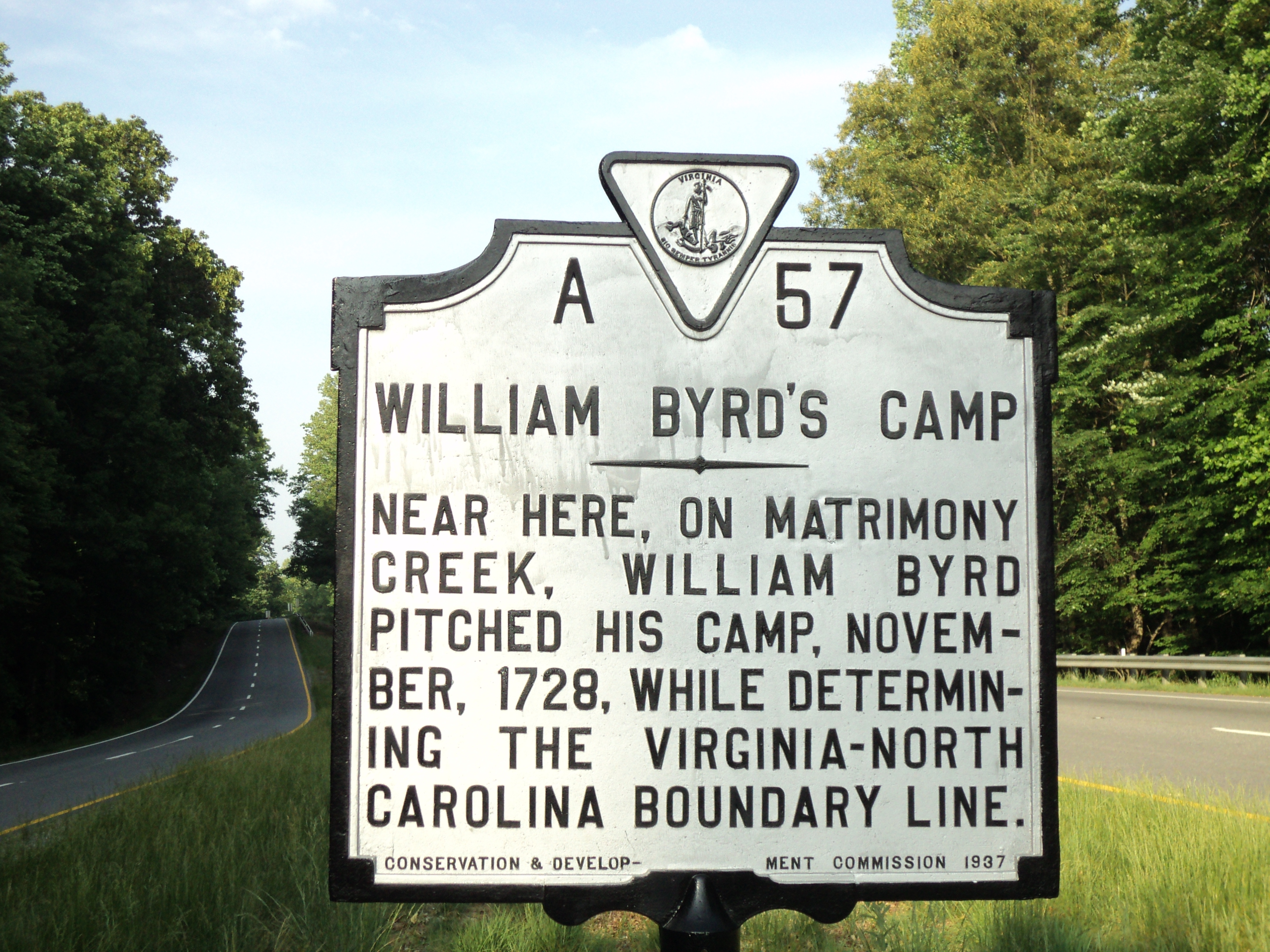
Исторический маркер лагеря Уильяма Бэрда во время его экспедиции по обследованию Разделительной линии, округ Генри, штат Виргиния, 1728 год

Хотя Уильям Бэрд был видным плантатором, политиком и государственным деятелем, он также был литератором. Все его ранние литературные произведения, кроме двух, остались в рукописном виде после его смерти в Уэстовере в 1744 году, появившись в печати только в начале XIX века и позже получив «пренебрежительные комментарии» литературных критиков. Только в последней четверти xx века его труды были оценены с каким-либо критическим энтузиазмом.
Из пересмотренного литературного собрания Бэрда наиболее часто обсуждаются два текста, опубликованные в 1841 году: «История разделительной линии между Виргинией и Северной Каролиной, опубликованная в 1728 году от Рождества Христова», и «Тайная история линии», второе издание, где псевдонимы заменили настоящие имена в первом варианте. Оба они дают колониальный взгляд на карту границы между Виргинией и Северной Каролиной. Среди других работ, опубликованных из Уэстоверских рукописей в 1841 году, «Путешествие в Страну Эдема», «Путешествие в шахты» и «Тайные дневники Уильяма Берда из Уэстовера.
История Разделительной линии — самое известное литературное произведение Бэрда, и в настоящее время она регулярно фигурирует в учебниках американской колониальной литературы. Через Тайную историю раскрываются социальные стереотипы и установки того времени. По словам Пьера Марамбо, Бэрд „сначала подготовил рассказ“ Тайная история линии», в котором под вымышленными именами описывались лица геодезической экспедиции и случившиеся с ними происшествия".

## Наследие
Уильям Бэрд собрал самую ценную библиотеку в Виргинской колонии, насчитывавшую около 4000 книг. Он был основателем Ричмонда и предоставил землю, на которой город был заложен в 1737 году. Он был автором Уэстоверских рукописей и, прежде всего, Тайных дневников Уильяма Берда из Уэстовера.
Несколько мест названы в честь Уильяма Бэрда II:
- Берд-парк в Ричмонде и Общественный дом Уильяма Берда были названы в честь Уильяма Берда II.
- Средняя школа Уильяма Берда в Уинтоне, штат Виргиния, также была названа в честь Уильяма Берда II. Бэрд обследовал часть долины Роанок, и талисманом школы стал стаффордширский бультерьер. Говорят, что у Бэрда было две такие собаки.

В XX веке у Уильяма Бэрда были известные потомки:
- Ричард Ивлин Бэрд (1888—1957), морской офицер, пионер авиации и исследователь, в честь которого было названо летное поле Ричарда Эвелина Берда (ныне международный аэропорт Ричмонда).
- Гарри Флуд Бэрд Старший (1887—1966), губернатор Вирджинии и сенатор США
- Гарри Флуд Бэрд Младший (1914—2013), сенатор штата Виргиния и США.